# 台灣運動彩券

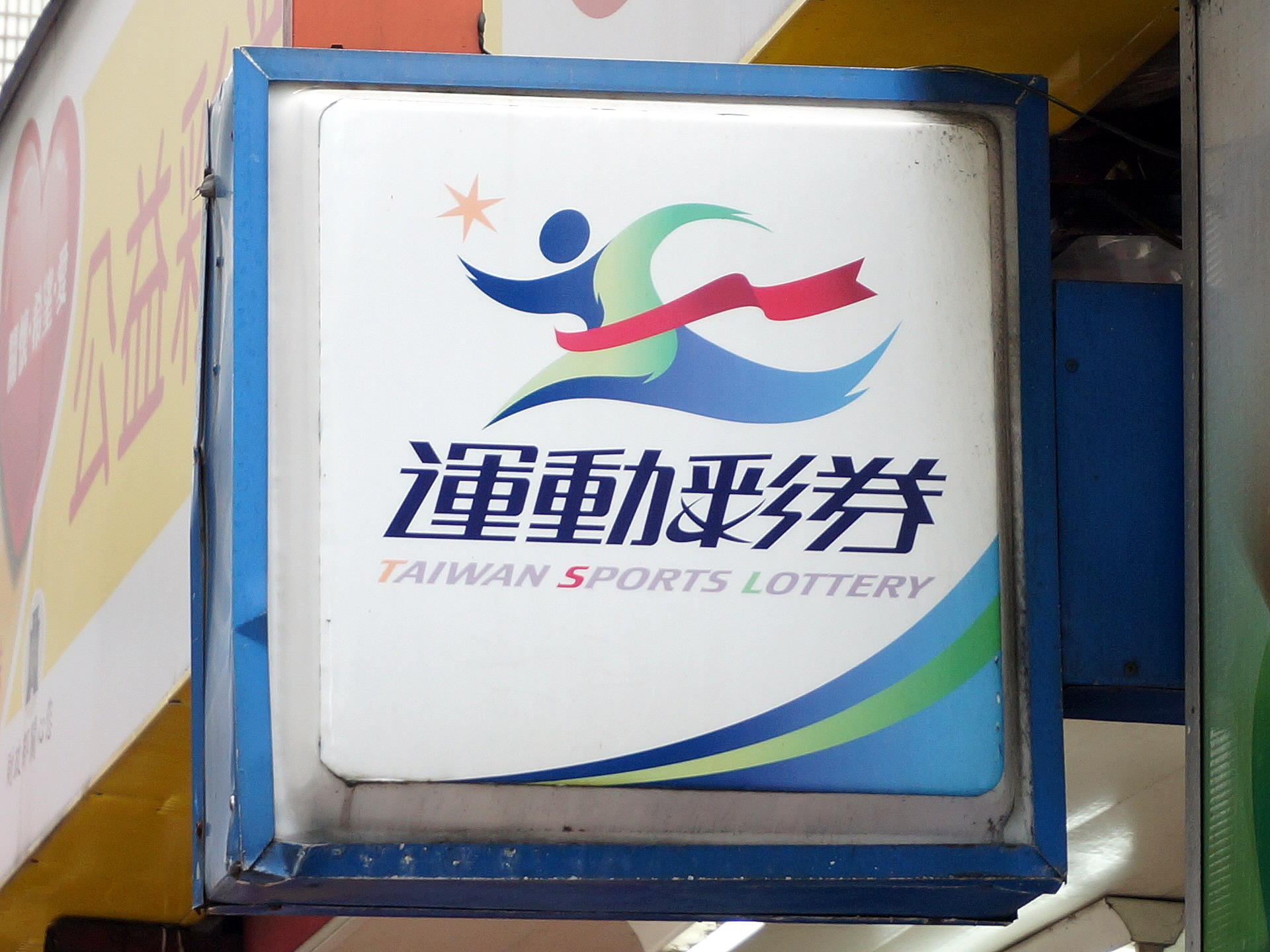
第一屆運動彩券投注站小正方形招牌

台灣運動彩券現行標誌，由同名公司所使用

運動彩券，簡稱運彩，是中華民國合法授權的體育投注彩券，依該國《運動彩券發行條例》發行，由主管機關公開甄選發行機構負責發行。台灣運動彩券自2008年5月起發行，第一屆發行期間為2008年至2013年，第二屆發行期間為2014年至2023年。第一屆運動彩券發行機構為台北富邦銀行，經營受委託機構為運彩科技；第二屆運動彩券發行機構為威剛科技，經營受委託機構為台灣運動彩券公司。

## 現況
台灣運動彩券自2014年起進入第二屆發行期，發行期間自2014年至2023年，共十年。基於專業經營，第二屆運動彩券之發行、營運等相關事宜由台灣運動彩券公司 （页面存档备份，存于）負責。第二屆運動彩券在全台共設有1,500家投注站，並自2014年4月起提供網路投注服務。台灣運動彩券目前提供包括棒球、籃球、足球、網球、羽球、冰球、美式足球、賽車、高爾夫、撞球等超過10種運動項目、20種玩法供消費者投注。

## 歷史

### 第一屆

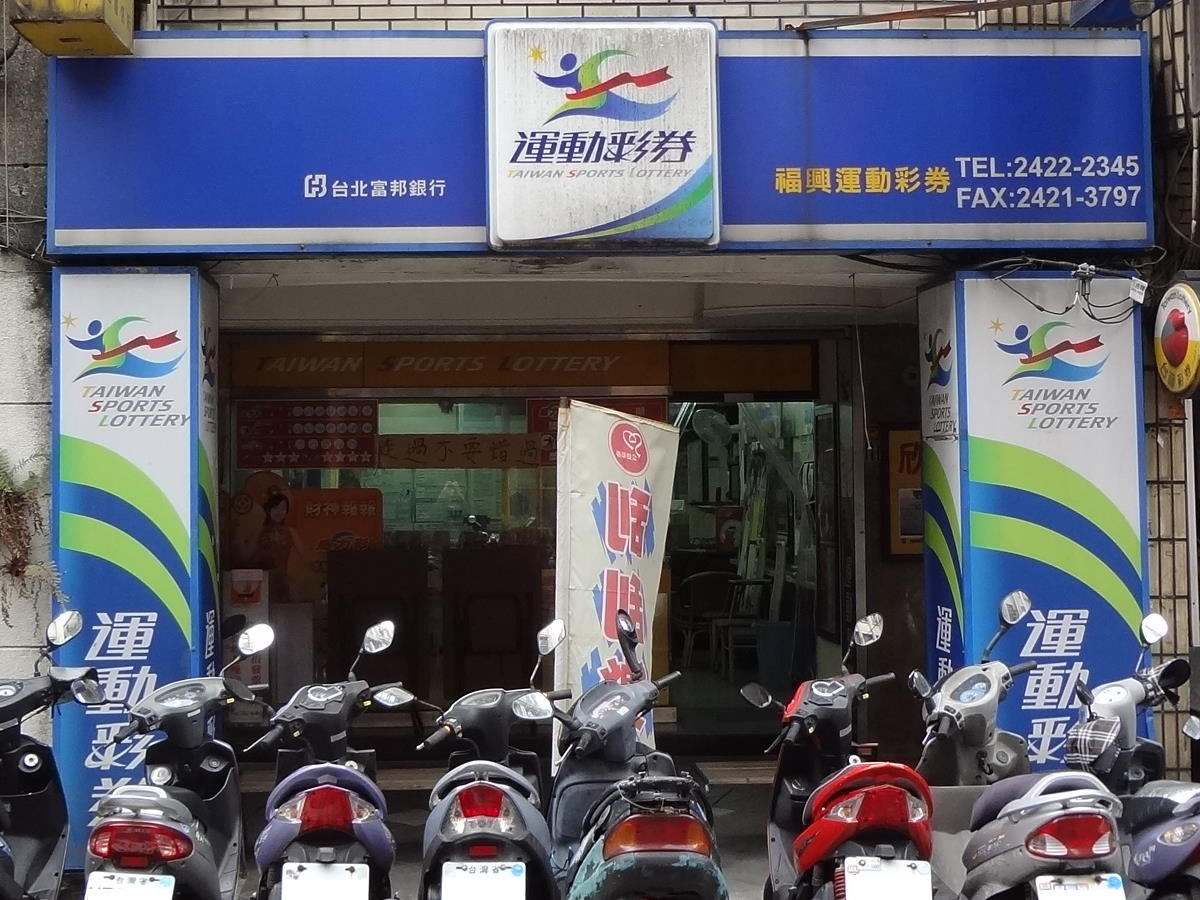
第一屆運動彩券投注站招牌標準格式

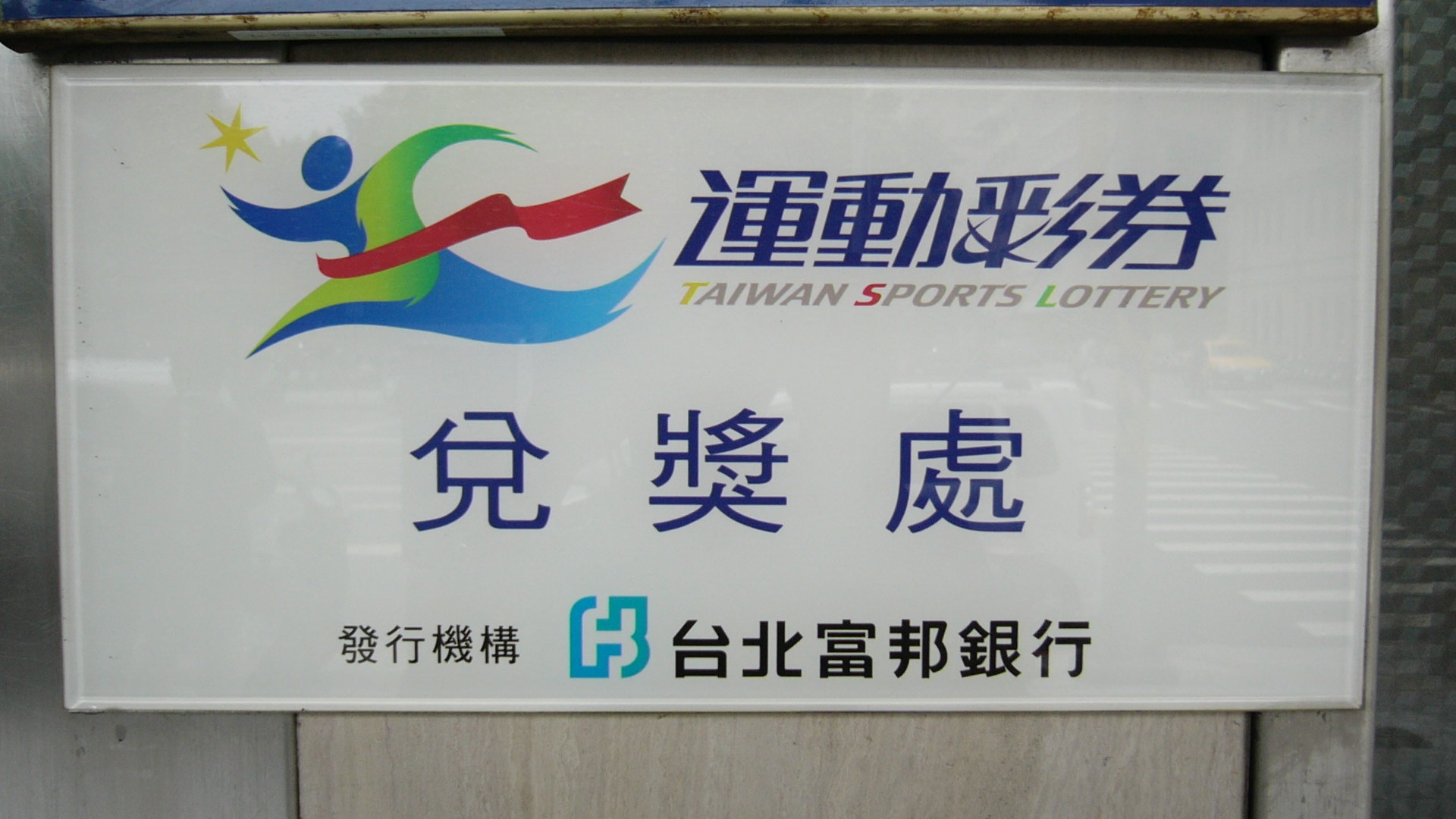
第一屆運動彩券兌獎處標示牌

第一屆運動彩券經行政院體育委員會遴選發行機構，由台北富邦銀行擔任發行機構、運彩科技股份有限公司擔任經營受委託機構。運彩科技是富邦金融控股公司的子公司，成立於2007年8月15日，富邦金控持股51%，香港賽馬會佔49%股權。運彩科技原定於2008年4月15日首次發行運動彩券，但因故延到2008年5月2日上午10時首次發行運動彩券；投注者中獎超過200倍要課20%的稅，獎金支出率上限75%（後來提升至77%）。運動彩券成立的目的，主要是以「保證賠付」的名義打擊猖獗的地下賭博活動，吸納並運用這筆龐大的地下資金，轉化為慈善和稅收。與一般運動彩券不同的是，富邦不像其它博彩公司自行開立分店，而是透過民間自辦的經銷商發售，經銷商每售出新台幣100元可獲新台幣8元收入；此外，亦提供網路及電話服務購買彩券。香港賽馬會為運動彩券提供技術支援，尤其是在足球方面。馬會開盤時間是中午12時，而運動彩券則為下午1時；而運動彩券賠率會比馬會略低，賠率亦會跟隨馬會作出變動。此外，運動彩券的網站和系統與香港賽馬會的系統十分相似：2010年，運動彩券仿效香港賽馬會的「孖寶半全膽」和「六寶半全場」，推出「大三元」和「大四喜」，同樣瓜分該項目總投注額的75%獎金，在遊戲規則上有些修改。為了避免中華職棒出現假球，運動彩券規定，中華職棒投注者需要至少兩場海外棒球過關。
富邦金控認為，運動彩券6年的業績可以高達新台幣1,900多億元，保證盈餘繳庫則是新台幣247億元；結果運動彩券銷售完全不如預期，前兩年運彩科技就賠了新台幣20多億元。在發行的第一年只錄得新台幣52億元的銷售額，第二年是新台幣139億元，第三年是新台幣149億元，與預定的第一年新台幣107億元、第二年新台幣233億元的目標相差甚遠；然而香港賽馬會推出足智彩第一年，銷售總額就創下達161億港元，與台灣運動彩券有明顯差距。由於種種原因，以致銷售額與預期相差甚大，使首兩年處於虧損狀態；香港賽馬會更退出台灣業務，在台共虧損三千萬港元。
2008年9月，台北富邦銀行副總經理兼運彩科技總經理楊瑞東表示，運動彩券相當強調資料彙整與統計學，為了能夠確實掌握各項數據、同時不會因為所設定的賠率影響玩家，運彩科技需要規劃並建置一套完善的資訊架構，還必須保持穩定與即時性；公信力是運動彩券的生命力，「只要是運彩公司能夠掌控的項目，我們都必須保證百分百的公信力」。
2010年1月1日，《運動彩券發行條例》與《運動彩券管理辦法》施行。
2010年2月，運彩科技通知行政院體育委員會，希望同意通盤調降當初承諾的業績規畫與保證盈餘，幅度近半，否則不堪虧損，「恐怕得要求停止發行運動彩券」；同月28日晚間，富邦金控發言人龔天行表示，有關運彩科技的要求，要看行政院體育委員會同不同意，但「如果有人想接手，那也很好」。2010年11月3日，運彩科技公告取消使用率甚低的電話、網路等虛擬通路的投注（虛擬通路會員約4萬多人，但實際使用虛擬通路投注者不到7000人），投注者只能到實體通路購買運動彩券。
2011年3月22日，運彩科技總經理楊瑞東辭職並自即日起生效，台北富邦銀行彩券部協理翟小璧接任運彩科技總經理；運彩科技同時透過富邦金控公布，先減資99.9999％、減資金額新台幣4.9億元，再現金增資新台幣19.4億元，預計發行1.94億股、每股面額新台幣10元、由原股東100％認購；台北富邦銀行表示，楊瑞東請辭後將回歸富邦金控體系，續任富邦金控顧問；行政院體育委員會表示，未聽說台北富邦銀行欲撤守運動彩券業務，目前也沒有其他金融機構來洽談運動彩券業務。2011年3月23日，富邦金控表示，楊瑞東已完成階段性任務，運動彩券經營一定會作滿六年，但不會再參與下一次的競標。
2011年9月17日，運彩科技爆發內部舞弊醜聞：運彩科技賽事作業管理部的林襄理利用職務之便，在該年7、8月間的「大三元」、「大四喜」等彩券玩法上作弊：過了投注截止的時間，將系統重新開啟，讓投注站的同夥下注購買已知結果的比賽，不法所得至少新台幣230萬元；此弊案造成部分經銷商業績下滑，運彩科技則表示，運彩產品中銷售量達99%以上的屬「固定賠率」皆不受此舞弊案影響，整體銷售狀況並沒有出現業績重大變化之現象。
2011年9月17日，行政院體育委員會針對運彩科技林襄理作弊案成立專案小組，行政院體育委員會綜合計畫處處長何金樑說，「這件事情在前幾天有收到風聲，但沒獲得任何正式檢舉」，當時他有打電話請運彩科技總經理翟小璧查明發生什麼狀況，他認為要記取本案教訓，「內部控管出問題，未來體委會將加強督導，以及運彩發行機構內部很多規定要更明確，也要暢通溝通管道。很多事情不能太封閉處理。」同日下午，臺灣臺北地方法院檢察署主動調查本案，指揮刑事警察局偵查第三隊赴運彩科技蒐證。
2011年9月17日下午，針對運彩科技林襄理作弊案，運彩科技發布三點聲明，大意如下：
1. 本案事發當時，運彩科技已發現，該名員工沒有按照標準作業流程執行，因而產生異常交易；運彩科技在第一時間，已將所有誤售彩券在系統中作廢、收回彩券。運彩科技未將本案涉案員工扭送法辦，主要考量為：該名員工並未獲取任何金錢利益，並已在日前離職，對於運彩日常營運作業並無影響。
2. 本案事發後，運彩科技針對內部作業人員持續加強訓練，並針對標準作業流程進行雙人核可與雙重驗證的改善措施，所有開賣、停賣與派彩程序都需透過雙人核可才能完成；每日還會再請第三位主管透過監控報表確認無誤，才能完成銷售程序。
3. 運彩科技致上最深的歉意，願以最大誠意積極配合主管機關與相關單位調查作業，絕不包庇。[16]

2011年9月18日，富邦金控召開記者會說明運彩科技林襄理作弊案，富邦金控總經理龔天行為本案公開道歉，同時宣布：運彩科技停售此次發生作弊案的「大三元」及正確比分等「獎金均分」產品，運彩科技將陸續補發新台幣106.25萬元獎金給中獎人。龔天行說，運彩科技直到2011年7月才成為富邦金控100%持股的子公司，原則上獨立運作，富邦金控不會干涉，「因為作業程序設計不當，讓員工有機可乘，確實有疏失」，「過去10年金控不斷擴張，很難不犯錯，但有錯就是要改」；但對於富邦金控在本案事發後只將林襄理資遣而未送法辦、且不迅速回應外界質疑，龔天行說：「因為以金控角度來看，此舞弊事件『其實還好』。為顧及員工前途，所以寬容處理。」行政院體育委員會副主任委員陳士魁說：「當務之急是確定運動彩券發行沒有疑慮，恢復民眾信心。至於有關賠償或處分，須等檢調結果出爐才能釐清責任。」國立臺灣大學經濟學系教授林向愷批評：「富邦金控撇太清，之前又不是沒做過彩券業務，怎麼會說成跟富邦沒關係！」
2011年9月19日，針對運彩科技林襄理作弊案，林襄理於該日上午主動到案說明，林襄理的吳姓女友及陳姓友人於該日下午主動到案說明；臺灣臺北地方法院檢察署偵訊後認為，林襄理涉犯背信罪，但他已繳回犯案所得，且本案共犯均已到案，無串證之虞，故諭令林襄理以新台幣10萬元交保並限制出境；吳姓女友則被諭令以新台幣3萬元交保並限制出境。
2011年9月19日上午，中國國民黨立法委員呂學樟、中華民國彩券販賣人員職業工會全國聯合會與多名彩券經銷商在中國國民黨立法院黨團舉行記者會，呼籲政府，立即由社會公正單位和團體組成外部參與機構，監督彩券發行機構，並提出挽救彩券形象的積極作法；中華民國彩券販賣人員職業工會全國聯合會榮譽理事長林俊福說，已有個別彩券經銷商投訴業績掉了2到3成，如果1到2個月後業績明顯下降，工會將代替經銷商向富邦金控求償；中國國民黨立法院黨團書記長趙麗雲說，她會要求行政院體育委員會在一週內和彩券經銷商代表見面；呂學樟則說，彩券經銷商要求成立類似「彩券局」這樣的專責主管機關，但這個機會比較小，他建議由社會公正人士組成外部的超然監督機制，希望政府儘快推動。
2011年9月19日下午，行政院體育委員會召開「有關富邦運動彩券舞弊事件回應說明」記者會，行政院體育委員會由副主任委員陳士魁、副主任委員曾參寶、綜合計畫處處長何金樑出席，運彩科技由總經理翟小璧出席，翟小璧宣布已向運彩科技請辭總經理獲准且不會回歸富邦金控；富邦金控則公告，規劃由台北富邦銀行副總經理洪主民接任運彩科技總經理，待董事會通過後正式生效。同日晚間，運彩科技發布新聞稿表示，運彩科技董事會將於本月20日選任洪主民接任總經理，占運動彩券銷售量99%以上的「固定賠率」產品不受林襄理作弊案影響，運動彩券所有投注者的權益皆可確保，運彩科技將全面檢查所有的作業流程以求內控措施完善，運彩科技將遵辦中華民國彩券販賣人員職業工會全國聯合會所提出「希望未來半年，運彩科技不要計算業績，以免因業績低落而導致被取消經營資格」的訴求；何金樑則說，曾有人在本月6日向他透露運彩科技內部員工因重開賽事遭開除，當日行政院體育委員會向台北富邦銀行彩券部求證，隔日行政院體育委員會詢問翟小璧，但遭否認，行政院體育委員會將依《運動彩券發行條例》處罰運彩科技蓄意隱瞞的作為。
2011年9月20日，運彩科技召開臨時董事會選任洪主民接任總經理，洪主民隨後發表三項聲明：全面檢視與強化運動彩券業務的標準作業流程，讓內部控管工作可以做得更好；全面強化彩迷與經銷商的信心，推出新的促銷方案，讓銷售業績可以做得更好；全面配合行政院體育委員會與檢警調查工作，讓運彩弊案可以早日水落石出。同日上午，臺灣臺北地方法院檢察署傳喚在運彩科技林襄理作弊案中涉嫌協助林襄理下注的陳姓男子及謝姓男子，偵訊後依詐欺罪嫌疑，諭令兩人各以新台幣5萬元及新台幣3萬元交保並限制出境。同日上午，中國國民黨立法委員許舒博於立法院質詢本案，行政院金融監督管理委員會主任委員陳裕璋答詢時說，運彩科技不在整體金融監理一環，但因運彩科技是富邦金控子公司，行政院金融監督管理委員會仍會注意富邦金控對子公司管理是否有疏失，並加強要求。同日，監察委員程仁宏、黃武次、楊美鈴向監察院提出自動調查本案，程仁宏揚言釐清本案「八大疑點」。同日，中國國民黨立法委員羅淑蕾也於立法院質詢本案，行政院體育委員會主任委員戴遐齡答詢時說，台北富邦銀行刻意隱瞞才將事情搞這麼大，行政院體育委員會要求一定要在三天內重新檢討所有內部控管與查核機制。
2011年9月21日，運彩科技召開記者會，洪主民宣布：為了提振民眾對運彩科技的信心，運彩科技決定對受影響的中獎人給予雙倍補償，補償金額由新台幣1,062,527元提高為新台幣2,125,054元；運彩科技提出具體保證，日後若出現因內部人為控管因素而造成消費者的損失，運彩科技都將按照消費者損失金額的兩倍給予補償；對於員工的作業疏失，運彩科技制定嚴謹的管理懲處辦法，將涉及不法的員工予以嚴懲並移送法辦；運彩科技全面提高稽核作業層次，加強控管；運彩科技已於本月20日，由富邦金控風控長張麗鵬組織嫻熟作業風險及系統風險管理的體檢小組，預計一週後完成全面調查；運彩科技將邀請有公信力的外部國際專業顧問團隊，協助檢視相關作業程序，以確保作業流程的縝密。
2011年9月22日上午，高雄市運動彩券銷售業職業工會理事長顏瑞興說，他的投注站以往每月受理下注金額約新台幣200萬元，運彩科技林襄理作弊案爆發後每天銷售金額約掉了一成五，還有同業掉到五成；他說，合法投注站業者無辜受本案牽連，行政院體育委員會官員的督導不周難辭其咎，相關官員應下台謝罪，行政院體育委員會應概括賠償業者損失，否則工會將串聯全國各地受害業者上街抗議。同日上午，行政院體育委員會針對本案召開跨部會會議，行政院體育委員會、財政部、行政院金融監督管理委員會、法務部及運彩科技等單位均派代表參加會議；行政院金融監督管理委員會銀行局副局長邱淑貞表示，行政院金融監督管理委員會的立場是追究富邦金控是否有盡責督導運彩科技，只要金控公司旗下子公司發生問題，行政院金融監督管理委員會都會依此原則監督金控公司。同日，行政院院長吳敦義在行政院會議針對本案，要求法務部、行政院體育委員會、行政院金融監督管理委員會等相關機關「徹查、嚴辦、重懲、重建公信力」；他並說，政府在本案中也有責任，例如行政院金融監督管理委員會應該加強監督富邦金控及其子公司的公司治理。
2011年9月23日，民主進步黨發言人林俊憲、康裕成質疑，運動彩券爆發弊端可依《運動彩券發行條例》停止發行，但行政院體育委員會僅裁處新台幣15萬元罰鍰，令人懷疑政府包庇；同日晚間，陳士魁接受電話訪問時說，台北富邦銀行規避、隱匿事實，按照《運動彩券發行條例》第25條可處新台幣3萬至15萬元罰鍰，行政院體育委員會已經對台北富邦銀行裁處新台幣15萬元罰鍰並要求於本月底提出報告；陳士魁說，根據《運動彩券發行條例》第27條，只有法律變更與違反善良風俗等理由才能停止運動彩券發行權，目前沒有法律依據可以停止台北富邦銀行的運動彩券發行權；對於民主進步黨質疑行政院體育委員會是因為總統馬英九和富邦集團之間的「魚翅宴交情」而不敢停止運動彩券發行權，陳士魁說，「這是非常惡意的牽連、汙衊」，台北富邦銀行在民主進步黨執政期間獲得運動彩券發行權，民主進步黨「說這種汙衊的話，非常無聊」。
2011年9月28日，洪主民在立法院教育及文化委員會全體委員會議中說，運彩科技延遲通報林襄理作弊案，「事實上，我們是在了解到底哪裡還有漏洞，做更詳細的檢查；因為這樣延遲，造成大家誤解我們是包庇，感到難過和抱歉，在這裡再三跟大家表示歉意」；他並在答覆中國國民黨立法委員黃志雄的質詢時強調，運彩科技再也不會發生延遲通報的事情。
2011年12月8日，行政院金融監督管理委員會表示，運彩科技林襄理作弊案，富邦金控未有效建立、落實內部對子公司管理的內控及內部稽核制度，富邦金控也未依「銀行業通報重大偶發事件之範圍與適用對象」相關規定通報本案，故判處富邦金控新台幣400萬元罰鍰。
2012年2月9日，運彩科技宣布推出「運彩甜心當店長」，活動期間為該年2月11日至3月24日，第一代「運彩甜心」糖糖、Candy、Tasha每個週末到運動彩券銷售量較佳的16個經銷商擔任「一日店長」，每天二場活動，為彩迷說明投注方式、分享致勝秘訣，預估讓16個經銷商拉抬近二成左右的銷售量；另外，彩迷可與運彩甜心互動玩遊戲，彩迷獲勝者能獲得運動彩券開運金，每場活動都有新台幣500元、新台幣1000元及新台幣2000元開運金，共計23個開運金。
2012年2月16日，監察院公布運彩科技林襄理作弊案調查報告與糾正案，認定行政院體育委員會在運動彩券發行機制中出現「沒有人、不專業、不查核」三大缺失，糾正行政院體育委員會。同日，行政院會議通過行政院體育委員會所提《運動彩券發行條例》部分條文修正草案，防範運動彩券發行機構及受委託機構員工利用職務謀取不法利益。
2012年9月4日，運彩科技宣布，運動彩券從本月6日至2012年11月底開放10場高爾夫球比賽投注，第一場是本月6日開賽的LPGA維吉尼亞錦標賽。
2013年2月17日，運彩科技公布第二代運彩甜心：Claire、睿咩咩、Ashely、Bebe。
2013年3月8日，2013年世界棒球經典賽本日賽事「日本國家棒球隊v.s.中華成棒隊」的運動彩券銷售金額達新台幣8920萬元，創下運動彩券歷年來棒球單場最高銷售紀錄；2013年3月9日，2013年世界棒球經典賽本日賽事「中華成棒隊v.s.古巴棒球代表隊」的運動彩券銷售金額達新台幣7803萬元，創下運動彩券歷年來棒球單場次高銷售紀錄。
2013年6月3日，國立臺灣大學法律學院副院長林明昕在「政府指定銀行發行彩券之法律關係」論壇中說，政府要追繳運動彩券保證盈餘，不應用行政處分，應走一般給付訴訟，而且是國家控告發行機構，而不是訴願模式；國立臺北大學法律學系副教授陳愛娥則有不同看法。
2013年7月15日，富邦金控公告運彩科技資本額由新台幣34.5億元減資至新台幣10元，但當時經濟部商業司公司登記資料顯示運彩科技實收資本額為新台幣17億元；2013年7月24日，洪主民坦言，盈餘減資的目的是「認列虧損」以利後續營運。2013年7月24日，教育部體育署表示，2012年台北富邦銀行應繳運動彩券盈餘保證金新台幣46.50億元，至今仍欠款新台幣26.84億元。
2014年6月6日，富邦金控董事長蔡明忠在富邦金控股東會說，富邦金控經營運動彩券累計虧損達新台幣百億元以上，起因是香港賽馬會「過河拆橋」：富邦金控與香港賽馬會成立運彩科技，富邦金控希望自己出資、香港賽馬會經營，但香港賽馬會只想輸出技術、收取手續費；當運彩科技虧損累累而必須增資時，香港賽馬會就跑了，只剩下台北富邦銀行；運彩科技變成台北富邦銀行100%持股子公司，但香港賽馬會因掌握技術而持續向運彩科技收取手續費；目前他正在思考用什麼法律途徑向香港賽馬會發動逆襲，「向外界公布馬會的真面目」。
2014年9月4日，《台灣壹週刊》報導，富邦金控離職員工爆料「富邦運彩在得標過程，涉嫌收買評委：有評委旗下的子公司，在得標前就和富邦簽訂密約；評委在審議期間，甚至還洩題給北富銀……」。同日，教育部體育署綜合規劃組組長吳永祿回應，2007年推動運動彩券是根據《公益彩券發行條例》，當時主管機關是財政部；直到2010年《運動彩券發行條例》施行，運動彩券主管機關才改為行政院體育委員會，不過所有聘請運動彩券評委的相關公文都已移轉到體育署綜合規劃組手上，「確實當時運彩評委相關公文都在我們組裡，只要符合調閱程序，我們會全力配合其他部會調閱」，但體育署自身不會、也無須調閱當時公文。
2014年9月30日，《周刊王》報導，2013年12月31日是運彩科技最後一個營運日，洪主民在本日寫了一封文情並茂的感謝信給香港賽馬會；信中說，2011年9月運彩科技林襄理作弊案重創富邦金控商譽及形象時，香港賽馬會提供運彩科技交易部很多奧援並增強系統功能，幫助富邦金控挺過作弊案風暴；信中更大力讚揚並致謝香港賽馬會多位高層，直言沒有他們就沒有今天的運動彩券；信中並稱讚，香港賽馬會「一直保有獨步業界先進的技術及系統」，雖然是超過百年的企業，但其經營管理團隊「永遠充滿了創意，隨時掌握了市場的脈動，永遠尋找最佳的商業策略」。

### 第二屆
2012年10月30日，行政院體育委員會表示，台北富邦銀行因不堪虧損而確定退出運動彩券經營權，目前確定威剛科技與威達電完成第二屆運動彩券發行機構遴選投標，威剛科技尋求中國信託商業銀行擔任金流系統廠商，威達電尋求台新國際商業銀行擔任金流系統廠商，威剛向Intralot採購營運系統，威達電委請台灣集太技術擔任營運系統受委託機構。
2012年12月19日，行政院體育委員會公布，第二屆運動彩券發行機構遴選由威剛科技得標，發行期為2014年1月1日至2023年12月31日；同日，威剛科技表示，未來藉重中國信託商業銀行及Intralot過去經營彩券的豐富經驗與專業技術，加上威剛擅長的品牌行銷及全球數百家經銷商的管理經驗，將可有效擴大運動彩券市場規模，而且經營運動彩券可連帶強化威剛品牌形象及經銷實力，運動彩券盈餘可挹注威剛股東權益；同日，台灣彩券總經理黃志宜說，「非常開心」，中國信託商業銀行同時參與公益彩券與運動彩券，日後可充分發揮綜效。
2013年3月7日，威剛科技成立台灣運動彩券股份有限公司。
2013年7月22日，威達電董事長郭博達質疑第二屆運動彩券發行機構遴選不公，他說，威達電曾於2012年底向行政院體育委員會遞交訴願書，要求召開辯論庭進行言詞辯論，迄今沒有下文，只收到回函稱「我們已經收到，請耐心等候」，「要等多久，沒有說；結果怎麼樣也沒消息，更不知道要等多久。眼見下一屆營運商今年底就要接手，不能毫無期限等下去！」教育部體育署綜合規劃組組長胡啟邦回應，威達電訴願案按流程進行，行政院訴願審議委員會受理威達電訴願書後已要求體育署做訴願內容答辯，體育署答辯內容副本送交威達電，威達電看到答辯內容後補充書面理由，行政院訴願委員會將威達電補充的書面理由交由體育署再度答辯，來回很多趟；但因威達電看過體育署答辯書後仍有書面理由補充，需等兩造（即威達電與體育署）書面答覆完全才能進入實質審議，屆時才能評估是否需進行言詞辯論。
2014年1月1日，第二屆運動彩券上市，由威剛科技擔任發行機構、台灣運動彩券公司為經營受委託機構，負責第二屆運動彩券營運等相關事宜。第二屆運動彩券在營運執行規畫上即採多項創舉拉抬買氣，獎金支出率由之前的75%提升至78%，實體通路增加到1,200家。
2014年1月1日，第二屆運動彩券正式營運，台灣運彩公司結合1,200家運彩投注站共同提供服務，以「買運彩 看比賽 更精彩」為訴求，提供彩迷更多賽事、更多玩法、更多選擇，一張投注單就能玩遍棒球、籃球、足球、網球、高爾夫球、F1賽車、司諾克等7項運動，還可以跨球種投注，最高串關數可達8關，獎金倍數更為提高；還有「場中投注」，俗稱「走地」，讓彩迷可以邊看比賽邊投注。第二屆運動彩券經銷商資格新增體育運動專業人士，體育運動專業人士除具備專業知識，也可以提供賽況分析與投注諮詢。
2014年3月，台灣運彩首度將超級籃球聯賽季後賽納入投注標的，新增韓國職棒納入投注標的，並開放「過3關+1場單場投注就可成為過2關」玩法吸引消費者參與投注。
2014年4月1日，台灣運彩線上投注上線。
2014年7月，台灣運彩截至6月30日累計銷售新台幣101億元，挹注政府的運彩盈餘超過新台幣10億元，作為體育運動發展基金及公益之用，發掘、培訓及照顧運動人才。2014年世界盃足球賽期間，台灣運彩創下決賽單場銷售新台幣4.2億元、7月13日單日銷售新台幣4億元及世足賽總銷售達新台幣24億元的成績，再創運彩銷售新紀錄；創下紀錄主要是提供多項新服務及玩法，首次開放24小時投注、場場提供正確比數的場中投注、超過5成的賽事開放單場及全玩法的場中投注、新增線上及行動投注，加上主管機關支持及媒體正面的大幅報導，吸引消費者熱情參與4年1度的精彩賽事。

2020年5月，台灣運彩與眾多知名體育新聞成立歐斯博體育資訊，希望藉此達到異業結盟，重振自從2010年後台灣職棒和美國NBA職業籃球的市場量能。

## 發行機構與受託機構
- 按《運動彩券發行條例》之定義，運動彩券發行機構係指經主管機關指定辦理運動彩券之發行、銷售、促銷、賽事過程與其結果之公佈、兌獎、管理及其他相關事項之機構；受託機構則係指經主管機關同意，而受發行機構委託，辦理運動彩券之發行、銷售、促銷、賽事過程及其結果之公佈、兌獎作業或管理事項之機構。

| 屆次   | 發行機構     | 受託機構     | 發行效期                                         |
| ------ | ------------ | ------------ | ------------------------------------------------ |
| 第一屆 | 台北富邦銀行 | 運彩科技     | 民國097年（西元2008年）至民國102年（西元2013年） |
| 第二屆 | 威剛科技     | 台灣運動彩券 | 民國103年（西元2014年）至民國112年（西元2023年） |
| 第三屆 | 威剛科技     | 台灣運動彩券 | 民國113年（西元2024年）至民國122年（西元2033年） |

## 其他
雖然運動彩券成立的目的主要是打擊猖獗的地下賭博活動，然而地下賭博活動不減反增，運動彩券投注額甚低，甚至驚爆不少運動彩券經銷商兼營地下簽賭。運動彩券對投注者極不友善，存在以下問題：
- 賠率過低：運動彩券獎金支出率只有上限77%，與香港的82%[71]、及海外/地下博彩公司的90%相比，相差甚大；加上20%課稅，使運彩毫無吸引力。而更精確說，部分賽事賠率雖然較高、高達近似地下賭盤的1.8左右，但必須串關來玩，造成過關難度偏高、玩法過於複雜；而一般單場賽事的賠率相對較低，難以吸引重度玩家。2013年12月，運彩科技更把賠率調低至72%。
- 玩法少且複雜：運動彩券規定需要至少過兩關，中華職棒更需連同海外棒球過至少三關，只有少部份場次開放單場投注[72]。此外，運彩玩法單一，足球只有主客和、大小和和正確得分，英超會增設半全場，而籃球和棒球只有讓分、不讓分、大小和勝分差，NBA會增次半全場，當然不能與海外/地下博彩公司近百種玩法相比。
- 退水事件:連鎖型彩券行為吸引客人長期投注,無視台灣運彩公司「嚴禁退佣」之禁令,導致許多小本經營之個體經銷商慘賠退出運彩經營;台灣運彩公司把關不嚴,難辭其咎。
- 沒有走地盤：運動彩券只有英超直播才開放中場盤，但同一時間只有一場英超直播；加上關閉網路投注系統，投注者需往經銷商購買。
- 聯賽過少：運動彩券在棒球只開放中華職棒、日本職棒和美國職棒，籃球只有NBA和WNBA，足球只有主要國家的頂級聯賽，使平日可投注的聯賽不多，又有過關限制，暑假期間更時常出現無賽事投注的情況。
- 網站品質糟：網站時常癱瘓，只要開場中時網站就必定很頓，更甚時可能連續２至３天無法下注。

## 場中投注開始後取消賽事
| 日期               | 賽事類型           | 隊伍                 | 取消原因             | 場中發生問題                                                   |
| ------------------ | ------------------ | -------------------- | -------------------- | -------------------------------------------------------------- |
| 2019年6月16日      | 國際足總U-20世界盃 | 烏克蘭U20 VS 南韓U20 | 無法取得國際賽事資訊 |                                                                |
| 2020年6月13日02:30 | 德國足球甲級聯賽   | RB萊比錫 VS 霍芬海姆 | 無法取得國際賽事資訊 | 進第2球後，無任何一球賠率開28倍但卻無法投注，最終比數恰好是2:0 |
| 2020年7月18日      | 英格蘭足球冠軍聯賽 | 布萊克本流浪者vs雷丁 | 無法取得國際賽事資訊 | 威剛比數顯示錯誤從原本1:3誤開成1:4爾後比數一直不正確最後關盤   |
| 2020年3月7日       | 英格蘭超级聯賽     | 兵工厂FCVS 班來      | 無法取得國際賽事資訊 | 上半場40分班來追和 上半場和局最少5倍                           |

## 腳注
1. ↑  .   [2014-11-15]. （原始内容存档于2011-12-21）.
2. ↑  陳怡慈 台北報導，〈6月中 運彩可網路、電話下注〉 （页面存档备份，存于），《中國時報》2008年4月27日
3. ↑  李安東 文，〈運彩傷很大 虧本是笑話〉 （页面存档备份，存于），中央通訊社《全球中央雜誌》2011年10月號
4. ↑  本報訊，〈馬會澄清 在台只蝕三千萬〉 （页面存档备份，存于），《東方日報 (香港)》2011年5月23日
5. ↑  羅健豪，〈運彩公司整合系統儲存建立公信力〉 （页面存档备份，存于），《網管人月刊》2008年9月23日
6. ↑  賴昭穎 台北報導，〈運彩虧很大 玩不下去了〉 （页面存档备份，存于），《聯合報》2010年3月1日
7. ↑  張中昌 報導，〈運彩買氣不如預期 虛擬投注吹熄燈號〉 （页面存档备份，存于），《卡優新聞網》2010年11月3日
8. ↑  楊筱筠 台北報導，〈彩券教父楊瑞東 閃辭運彩〉，《工商時報》2011年3月23日
9. ↑  張家嘯 報導，〈運彩銷售不見起色 彩券教父楊瑞東去職〉 （页面存档备份，存于），《卡優新聞網》2011年3月23日
10. ↑  體育中心 綜合報導，〈運彩作弊 富邦包庇〉 （页面存档备份，存于），《蘋果日報 (台灣)》2011年9月17日A1版
11. ↑  社會中心 台北報導，〈比賽結束還能下注？運彩主管自派彩金爽領230萬〉，《今日新聞網》2011年9月17日
12. ↑  張家嘯 報導，〈運彩停損翟小璧辭職 洪主民臨危接任總座〉 （页面存档备份，存于），《卡優新聞網》2011年9月19日
13. ↑  陳家祥 高雄市報導，〈業績掉7成 彩券行要運彩賠償〉 （页面存档备份，存于），民視新聞2011年10月2日
14. ↑  楊育欣 台北報導，〈體委會：有聽到風聲 運彩公司沒吭聲〉，《聯合報》2011年9月18日
15. ↑  洪凱音、陳宥臻、陳志賢、林郁平，〈運彩監守自盜 富邦金全案冷處理〉 （页面存档备份，存于），《中國時報》2011年9月18日
16. ↑  陳美君 台北報導，〈「誤售彩券」 運彩：將全力配合檢調〉，《經濟日報 (台灣)》2011年9月18日
17. ↑  綜合報導，〈富邦金鬼扯：運彩舞弊「其實還好」〉 （页面存档备份，存于），《蘋果日報 (台灣)》2011年9月19日
18. ↑  蕭翰弦 綜合報導，〈女友、友人皆主動到案 林昊縉否認有共犯〉，《今日新聞網》2011年9月19日
19. ↑  李香君 台北2011年9月19日電，〈運彩弊案 林昊縉10萬交保〉，中央通訊社2011年9月19日
20. ↑  李香君 台北2011年9月19日電，〈涉A彩金 林昊縉鞠躬致歉〉，中央通訊社2011年9月19日
21. ↑  呂欣憓 台北2011年9月19日電，〈運彩傳弊 業者要聯合求償〉，中央通訊社2011年9月19日
22. ↑  李宇政 台北2011年9月19日電，〈運彩總經理翟小璧請辭獲准〉，中央通訊社2011年9月19日
23. ↑  田裕斌 台北2011年9月19日電，〈運彩總座請辭 規劃洪主民接任〉，中央通訊社2011年9月19日
24. ↑  李宇政 台北2011年9月19日電，〈洪主民將接任運彩科技總經理〉，中央通訊社2011年9月19日
25. ↑  李宇政 台北2011年9月19日電，〈運彩科技隱瞞弊案 體委會痛心〉，中央通訊社2011年9月19日
26. ↑  田裕斌 台北2011年9月20日電，〈洪主民接運彩總座 強化內控〉，中央通訊社2011年9月20日
27. ↑  李香君 台北2011年9月20日電，〈涉運彩弊案 2共犯交保〉，中央通訊社2011年9月20日
28. ↑  曾依璇 台北2011年9月20日電，〈運彩弊案 金管會注意管理疏失〉，中央通訊社2011年9月20日
29. ↑  葉素萍 台北2011年9月20日電，〈運彩弊案 監委要查八大疑點〉，中央通訊社2011年9月20日
30. ↑  呂欣憓、何孟奎 台北2011年9月20日電，〈運彩弊案 吳揆：徹查嚴辦重懲〉，中央通訊社2011年9月20日
31. ↑  李宇政 台北2011年9月21日電，〈運彩弊案 補償獎金再加百萬〉，中央通訊社2011年9月21日
32. ↑  程啟峰 高雄2011年9月22日電，〈運彩案害買氣 業者擬上街頭〉，中央通訊社2011年9月22日
33. ↑  李宇政 台北2011年9月22日電，〈運彩弊案 體委會開跨部會議〉，中央通訊社2011年9月22日
34. ↑  吳靜君 台北2011年9月22日電，〈金管會：罰富邦金與否 依事實〉，中央通訊社2011年9月22日
35. ↑  謝佳珍 台北2011年9月22日電，〈運彩弊案 吳揆：嚴辦重懲〉，中央通訊社2011年9月22日
36. ↑  蕭保祥 台北2011年9月23日電，〈運彩弊案 體委會否認包庇〉，中央通訊社2011年9月23日
37. ↑  李宇政 台北2011年9月28日電，〈運彩：延遲通報是做更詳細檢查〉，中央通訊社2011年9月28日
38. ↑  吳靜君 台北2011年12月8日電，〈運彩案 富邦金遭罰400萬〉，中央通訊社2011年12月8日
39. ↑  張中昌 台北報導，〈運彩刺激買氣 推運彩甜心當店長 計劃搭林書豪旋風〉 （页面存档备份，存于），《鉅亨網》2012年2月9日
40. ↑  葉素萍 台北2012年2月16日電，〈運彩員工舞弊 監院糾正體委會〉，中央通訊社2012年2月16日
41. ↑  謝佳珍 台北2012年2月16日電，〈防運彩舞弊 增列刑責〉，中央通訊社2012年2月16日
42. ↑  薛翔之 台北報導，〈運彩新標的 開放高球賽投注〉 （页面存档备份，存于），《聯合報》2012年9月5日
43. ↑  王樹衡 專題報導，〈第二代運彩甜心亮相 向大家拜年〉 （页面存档备份，存于），《聯合晚報》2013年2月17日
44. ↑  蔡怡杼 台北報導，〈WBC中日大戰開打 運彩銷售再創新高〉 （页面存档备份，存于），《ETtoday新聞雲》2013年3月8日
45. ↑  邱金蘭 台北報導，〈經典賽點火 運彩銷售飆〉 （页面存档备份，存于），《經濟日報 (台灣)》2013年3月9日
46. ↑  呂淑美 台北報導，〈追運彩保證盈餘 不應採行政處分〉 （页面存档备份，存于），《經濟日報 (台灣)》2013年6月4日
47. ↑  洪凱音 台北報導，〈6年虧百億 7月15運彩減資只剩下10元〉[永久]，《中國時報》2013年7月25日
48. ↑  黃邱倫、葉士弘 台北報導，〈運彩盈餘 年年賴皮 蔡明忠怕限境才繳錢〉 （页面存档备份，存于），《中國時報》2013年7月25日
49. ↑  王立德 台北報導，〈百億元怨氣 富邦金逆襲香港馬會〉 （页面存档备份，存于），《蘋果日報 (台灣)》2014年6月7日
50. ↑  〈簽密約評委洩題 富邦金遭控運彩得標舞弊〉，《台灣壹週刊》第693期（2014年9月4日）第40頁
51. ↑  黃及人 台北報導，〈體育署也踢皮球：主管機關是財政部〉 （页面存档备份，存于），《中國時報》2014年9月5日
52. ↑  黃杰 報導，〈放話告馬會 私下忙道謝 揭穿蔡明忠謊言〉 （页面存档备份，存于），《周刊王》第023期（2014年9月30日）
53. ↑  黃邱倫. . 中國時報. 2012-10-31  [2022-02-04]. （原始内容存档于2022-02-04） （中文（臺灣））.
54. ↑  龍柏安 台北2012年12月19日電，〈第2屆運動彩券 威剛科技得標〉 （页面存档备份，存于），中央通訊社2012年12月19日
55. ↑  張建中 新竹2012年12月19日電，〈威剛：經營運彩可一舉數得〉 （页面存档备份，存于），中央通訊社2012年12月19日
56. ↑  威剛科技 新聞稿，〈威剛取得運彩發行權 發揮整合綜效〉[]，2012年12月19日
57. ↑  楊育欣、薛翔之 台北報導，〈運彩十年發行權 中信金拿下〉 （页面存档备份，存于），《聯合報》2012年12月20日
58. ↑  王倫. . 台灣蘋果日報. 2013-07-23  [2022-02-04] （中文（臺灣））.
59. ↑  王翔 採訪，〈運彩／台灣運彩10年保證盈餘220億 台灣體育大補丸〉 （页面存档备份，存于），《ETtoday新聞雲》2014年1月1日
60. ↑  涂志豪、張中昌 台北報導，〈第2屆運彩開賣 拚首年獲利〉 （页面存档备份，存于），《中國時報》2014年1月2日
61. ↑  張正邦 採訪， 〈新運彩開賣 賽事再增加〉 （页面存档备份，存于），《自由時報》2014年1月1日
62. ↑  李宇政 採訪， 〈撞球好手張裴瑋 當運彩經銷商〉 （页面存档备份，存于），《中央社》2013年12月25日
63. ↑  李亦伸 採訪，〈SBL、F1 加入投注大家庭〉，《聯合晚報》2014年3月13日
64. ↑  鉅亨網，〈台灣運彩熱血棒球季開催 韓國職棒首度列入投注標的〉，《鉅亨網》2014年3月21日
65. ↑  張中昌 採訪， 〈運彩投注 4月開放虛擬通路〉 （页面存档备份，存于），《工商時報》2014年3月31日
66. ↑  張娜娟、陳君宜 台北採訪， 〈世足加持　運彩半年銷售破百億〉 （页面存档备份，存于），TVBS新聞2014年7月3日
67. ↑  陳國偉 採訪， 〈世足燒1個月 運彩銷售額24億〉 （页面存档备份，存于），《蘋果日報》2014年7月15日
68. ↑  . 歐斯博體育資訊網.   [2022-03-03]. （原始内容存档于2022-03-13） （中文（臺灣））.
69. ↑  陳依旻. . ETtoday新聞雲. 2022-12-13  [2023-01-14]. （原始内容存档于2023-01-14） （中文（臺灣））.
70. ↑  丁偉杰 嘉義報導，〈運彩投注站 兼營地下簽賭〉[永久]，《自由時報》中部新聞2011年4月3日
71. ↑  賴昭穎 台北報導，〈運彩賣不好 香港馬會：稅不能太重〉，《聯合報》2010年6月23日
72. ↑  張中昌 報導，〈運動彩券超複雜 投注玩法大解析〉 （页面存档备份，存于），《卡優新聞網》2008年5月2日

## 外部連結
- 台灣運彩官方網站 （页面存档备份，存于）（繁體中文）（英文）
- 《運動彩券發行條例 （页面存档备份，存于）》.全國法規資料庫.民國 111 年 06 月 15 日